# Fußball-Regionalliga 2002-2003
La Regionalliga 2002-2003 è la 9ª edizione del campionato di calcio tedesco di terza divisione ad avere questa denominazione.

## Stagione
La stagione 2002-2003 di Regionalliga si concluse con la promozione di Erzgebirge Aue, Osnabrück, Unterhaching e Jahn Ratisbona in 2. Bundesliga.

## Regionalliga nord

### Squadre partecipanti
| Club                 | Stagione | Città           | Stadio                                                                  | Stagione precedente                                    |
| -------------------- | -------- | --------------- | ----------------------------------------------------------------------- | ------------------------------------------------------ |
| Amburgo II           | dettagli | Amburgo         | AOL Arena Wolfgang-Meyer-Sportanlage                                    | 1° in Oberliga Nord, girone Amburgo/Schleswig-Holstein |
| Babelsberg           | dettagli | Potsdam         | Stadio Karl Liebknecht                                                  | 18° in 2. Bundesliga                                   |
| Bayer Leverkusen II  | dettagli | Leverkusen      | BayArena                                                                | 8° in Regionalliga nord                                |
| Borussia Dortmund II | dettagli | Dortmund        | Stadio Rote Erde Westfalenstadion                                       | 1° in Oberliga Westfalia                               |
| Chemnitz             | dettagli | Chemnitz        | Stadion an der Gellertstraße                                            | 6° in Regionalliga nord                                |
| Colonia II           | dettagli | Colonia         | Südstadion                                                              | 1° in Oberliga Renania                                 |
| Dinamo Dresda        | dettagli | Dresda          | Rudolf-Harbig-Stadion                                                   | 1° in Oberliga nordest, girone sud                     |
| Dresdner SC          | dettagli | Dresda          | Heinz-Steyer-Stadion Rudolf-Harbig-Stadion Stadion an der Gellertstraße | 16° in Regionalliga nord                               |
| Erzgebirge Aue       | dettagli | Aue-Bad Schlema | Erzgebirgsstadion                                                       | 9° in Regionalliga nord                                |
| Holstein Kiel        | dettagli | Kiel            | Holstein-Stadion                                                        | 13° in Regionalliga nord                               |
| Osnabrück            | dettagli | Osnabrück       | Piepenbrockstadion an der Bremer Brücke                                 | 7° in Regionalliga nord                                |
| Paderborn            | dettagli | Paderborn       | Hermann-Löns-Stadion                                                    | 14° in Regionalliga nord                               |
| Preußen Münster      | dettagli | Münster         | Preußenstadion                                                          | 15° in Regionalliga nord                               |
| Rot-Weiss Essen      | dettagli | Essen           | Georg-Melches-Stadion                                                   | 3° in Regionalliga nord                                |
| Uerdingen 05         | dettagli | Krefeld         | Grotenburg Stadion                                                      | 5° in Regionalliga nord                                |
| Verl                 | dettagli | Verl            | Stadion an der Poststraße                                               | 11° in Regionalliga nord                               |
| Wattenscheid 09      | dettagli | Bochum          | Lohrheidestadion                                                        | 4° in Regionalliga nord                                |
| Werder Brema II      | dettagli | Brema           | Weserstadion Weserstadion - Platz 11                                    | 10° in Regionalliga nord                               |

### Classifica finale
|  | Pos. | Squadra              | Pt | G  | V  | N  | P  | GF | GS | DR  |
|  | ---- | -------------------- | -- | -- | -- | -- | -- | -- | -- | --- |
|  | 1.   | Erzgebirge Aue       | 66 | 34 | 20 | 6  | 8  | 59 | 34 | +25 |
|  | 2.   | Osnabrück            | 65 | 34 | 19 | 8  | 7  | 56 | 29 | +27 |
|  | 3.   | Rot-Weiss Essen      | 60 | 34 | 16 | 12 | 6  | 56 | 33 | +23 |
|  | 4.   | Wattenscheid 09      | 56 | 34 | 16 | 8  | 10 | 66 | 49 | +17 |
|  | 5.   | Borussia Dortmund II | 51 | 34 | 13 | 12 | 9  | 57 | 51 | +6  |
|  | 6.   | Werder Brema II      | 50 | 34 | 13 | 11 | 10 | 59 | 53 | +6  |
|  | 7.   | Dinamo Dresda        | 50 | 34 | 13 | 11 | 10 | 34 | 34 | 0   |
|  | 8.   | Paderborn            | 47 | 34 | 13 | 8  | 13 | 58 | 49 | +9  |
|  | 9.   | Colonia II           | 45 | 34 | 12 | 9  | 13 | 52 | 55 | -3  |
|  | 10.  | Uerdingen 05         | 45 | 34 | 13 | 6  | 15 | 43 | 51 | -8  |
|  | 11.  | Chemnitz             | 44 | 34 | 12 | 8  | 14 | 47 | 55 | -8  |
|  | 12.  | Preußen Münster      | 43 | 34 | 12 | 7  | 15 | 45 | 55 | -10 |
|  | 13.  | Holstein Kiel        | 42 | 34 | 10 | 12 | 12 | 54 | 54 | 0   |
|  | 14.  | Amburgo II           | 41 | 34 | 10 | 11 | 13 | 44 | 52 | -8  |
|  | 15.  | Verl                 | 40 | 34 | 12 | 4  | 18 | 47 | 65 | -18 |
|  | 16.  | Babelsberg           | 34 | 34 | 9  | 7  | 18 | 54 | 73 | -19 |
|  | 17.  | Bayer Leverkusen II  | 33 | 34 | 9  | 6  | 19 | 46 | 59 | -13 |
|  | 18.  | Dresdner SC          | 29 | 34 | 7  | 8  | 19 | 32 | 58 | -26 |

Legenda:
      Promosso in 2. Bundesliga 2003-2004.
      Retrocessi in Oberliga 2003-2004.
Regolamento:
Tre punti a vittoria, uno a pareggio, zero a sconfitta.
In caso di arrivo di due o più squadre a pari punti, la graduatoria finale verrà stilata secondo la classifica avulsa tra le squadre interessate che prevede, in ordine, i seguenti criteri:
- Punti negli scontri diretti
- Differenza reti negli scontri diretti
- Differenza reti generale
- Reti realizzate in generale
- Sorteggio

### Tabellone
Ogni riga indica i risultati casalinghi della squadra segnata a inizio della riga, contro le squadre segnate colonna per colonna (che invece avranno giocato l'incontro in trasferta). Al contrario, leggendo la colonna di una squadra si avranno i risultati ottenuti dalla stessa in trasferta, contro le squadre segnate in ogni riga, che invece avranno giocato l'incontro in casa.
|                      | Amb  | Bab  | Bay  | Bor  | Che  | Col  | Din  | Dre  | Erz  | Hol  | Osn  | Pad  | Pre  | Rot  | Uer  | Ver  | Wat  | Wer  |
| -------------------- | ---- | ---- | ---- | ---- | ---- | ---- | ---- | ---- | ---- | ---- | ---- | ---- | ---- | ---- | ---- | ---- | ---- | ---- |
| Amburgo II           | –––– | 2-1  | 1-0  | 1-1  | 0-0  | 4-3  | 0-0  | 3-1  | 0-2  | 0-3  | 0-0  | 0-0  | 3-1  | 0-4  | 1-3  | 3-1  | 1-2  | 2-3  |
| Babelsberg           | 0-2  | –––– | 1-1  | 1-1  | 4-2  | 4-2  | 0-1  | 3-3  | 0-3  | 1-4  | 0-1  | 2-2  | 2-0  | 1-1  | 3-2  | 1-2  | 5-3  | 1-4  |
| Bayer Leverkusen II  | 2-2  | 5-1  | –––– | 0-1  | 2-0  | 1-2  | 0-1  | 1-2  | 4-1  | 1-1  | 2-2  | 1-1  | 1-1  | 0-3  | 0-1  | 2-3  | 1-0  | 0-2  |
| Borussia Dortmund II | 2-2  | 0-2  | 1-0  | –––– | 2-2  | 1-1  | 2-1  | 6-1  | 3-2  | 0-0  | 2-4  | 2-0  | 0-2  | 1-1  | 5-2  | 3-0  | 0-0  | 2-2  |
| Chemnitz             | 1-4  | 0-1  | 2-0  | 2-3  | –––– | 2-0  | 3-0  | 1-0  | 2-2  | 3-1  | 0-2  | 0-2  | 2-0  | 1-1  | 0-0  | 2-4  | 2-0  | 1-0  |
| Colonia II           | 1-0  | 2-2  | 3-4  | 3-0  | 3-1  | –––– | 1-1  | 3-1  | 2-3  | 1-3  | 1-1  | 0-3  | 4-1  | 2-1  | 0-2  | 0-2  | 0-2  | 1-1  |
| Dinamo Dresda        | 0-0  | 3-2  | 3-0  | 0-2  | 2-1  | 1-3  | –––– | 1-0  | 0-1  | 2-1  | 0-3  | 1-0  | 3-2  | 1-1  | 1-1  | 2-0  | 1-0  | 2-3  |
| Dresdner             | 0-0  | 2-0  | 0-1  | 1-0  | 1-2  | 1-3  | 0-0  | –––– | 1-4  | 1-1  | 1-1  | 0-2  | 0-1  | 0-1  | 2-1  | 3-1  | 0-3  | 1-3  |
| Erzgebirge Aue       | 4-2  | 2-0  | 2-0  | 2-1  | 3-0  | 1-1  | 1-1  | 3-0  | –––– | 2-0  | 1-1  | 1-2  | 2-0  | 0-0  | 2-0  | 3-0  | 3-2  | 1-0  |
| Holstein Kiel        | 1-1  | 1-1  | 1-2  | 2-2  | 2-3  | 1-1  | 2-1  | 3-1  | 1-0  | –––– | 0-1  | 1-2  | 0-0  | 1-1  | 3-0  | 1-1  | 3-4  | 3-2  |
| Osnabrück            | 1-0  | 3-1  | 3-2  | 1-0  | 5-1  | 0-1  | 0-0  | 0-2  | 4-1  | 2-0  | –––– | 3-2  | 3-1  | 0-0  | 1-0  | 1-2  | 2-0  | 1-2  |
| Paderborn            | 6-2  | 4-3  | 6-1  | 5-0  | 3-4  | 4-1  | 0-1  | 2-0  | 0-1  | 2-2  | 1-1  | –––– | 2-0  | 0-2  | 2-2  | 1-2  | 0-3  | 0-2  |
| Preussen Münster     | 2-1  | 3-2  | 1-2  | 2-5  | 0-0  | 1-0  | 0-2  | 1-0  | 0-2  | 6-4  | 2-1  | 4-1  | –––– | 0-3  | 5-0  | 2-1  | 3-3  | 2-2  |
| Rot Weiss Essen      | 2-0  | 3-1  | 2-0  | 4-1  | 0-0  | 1-1  | 0-0  | 2-2  | 1-0  | 4-0  | 1-3  | 2-1  | 1-0  | –––– | 1-0  | 4-5  | 0-4  | 5-3  |
| Uerdingen            | 2-4  | 1-0  | 0-4  | 2-2  | 1-1  | 1-0  | 2-1  | 2-0  | 2-0  | 2-0  | 0-1  | 1-1  | 2-0  | 2-1  | –––– | 1-2  | 0-4  | 0-2  |
| Verl                 | 2-0  | 3-4  | 4-3  | 1-2  | 3-2  | 0-1  | 0-0  | 0-2  | 0-0  | 2-4  | 1-0  | 0-1  | 0-1  | 1-2  | 0-6  | –––– | 1-1  | 1-3  |
| Wattenscheid         | 0-2  | 3-1  | 2-1  | 1-1  | 1-3  | 3-3  | 3-1  | 2-2  | 2-1  | 0-2  | 2-1  | 4-0  | 0-0  | 2-1  | 0-1  | 3-2  | –––– | 2-2  |
| Werder Brema II      | 1-1  | 2-3  | 3-2  | 1-3  | 3-1  | 1-2  | 0-0  | 1-1  | 2-3  | 2-2  | 0-3  | 0-0  | 1-1  | 0-0  | 2-1  | 1-0  | 3-5  | –––– |

### Classifica marcatori
| Gol | Rigori |  | Giocatore           | Squadra         |
| --- | ------ |  | ------------------- | --------------- |
| 23  | 4      |  | Dimitrijus Guščinas | Holstein Kiel   |
| 18  | 0      |  | Ersin Demir         | Chemnitz        |
| 18  | 3      |  | Veselin Gerov       | Paderborn       |
| 17  | 3      |  | Alexander Löbe      | Wattenscheid    |
| 16  | 2      |  | Halil Altıntop      | Wattenscheid    |
| 16  | 2      |  | Achim Weber         | Rot Weiss Essen |

## Regionalliga sud

### Squadre partecipanti
| Club                     | Stagione | Città             | Stadio                                          | Stagione precedente              |
| ------------------------ | -------- | ----------------- | ----------------------------------------------- | -------------------------------- |
| Aalen                    | dettagli | Aalen             | Städtisches Waldstadion                         | 4° in Regionalliga sud           |
| Augusta                  | dettagli | Augusta           | Rosenaustadion                                  | 1° in Bayernliga                 |
| Bayern Monaco II         | dettagli | Monaco di Baviera | Grünwalder Stadion                              | 10° in Regionalliga sud          |
| Borussia Neunkirchen     | dettagli | Neunkirchen       | Ellenfeldstadion Fritz-Walter-Stadion - Platz 4 | 1° in Oberliga sudovest          |
| Darmstadt                | dettagli | Darmstadt         | Stadion am Böllenfalltor                        | 14° in Regionalliga sud          |
| Eintracht Francoforte II | dettagli | Hanau             | Herbert-Dröse-Stadion                           | 1° in Oberliga Assia             |
| Elversberg               | dettagli | Elversberg        | Waldstadion an der Keiserlinde                  | 11° in Regionalliga sud          |
| Hoffenheim               | dettagli | Sinsheim          | Stadio Dietmar Hopp                             | 13° in Regionalliga sud          |
| Jahn Ratisbona           | dettagli | Ratisbona         | Jahnstadion                                     | 3° in Regionalliga sud           |
| Kaiserslautern II        | dettagli | Kaiserslautern    | Fritz-Walter-Stadion - Platz 4                  | 15° in Regionalliga sud          |
| Kickers Offenbach        | dettagli | Offenbach am Main | Stadion am Bieberer Berg                        | 8° in Regionalliga sud           |
| Pfullendorf              | dettagli | Pfullendorf       | Waldstadion an der Kasernenstraße               | 1° in Oberliga Baden-Württemberg |
| Rot-Weiß Erfurt          | dettagli | Erfurt            | Steigerwaldstadion                              | 5° in Regionalliga sud           |
| Saarbrücken              | dettagli | Saarbrücken       | Ludwigsparkstadion                              | 16° in 2. Bundesliga             |
| Schweinfurt 05           | dettagli | Schweinfurt       | Willy-Sachs-Stadion                             | 17° in 2. Bundesliga             |
| Siegen                   | dettagli | Siegen            | Leimbachstadion                                 | 7° in Regionalliga sud           |
| Kickers Stoccarda        | dettagli | Stoccarda         | Waldau-Stadion                                  | 12° in Regionalliga sud          |
| Unterhaching             | dettagli | Unterhaching      | Stadion am Sportpark                            | 15° in 2. Bundesliga             |
| Wehen                    | dettagli | Taunusstein       | Am Halberg                                      | 6° in Regionalliga sud           |

### Classifica finale
|  | Pos. | Squadra                  | Pt | G  | V  | N  | P  | GF | GS | DR  |
|  | ---- | ------------------------ | -- | -- | -- | -- | -- | -- | -- | --- |
|  | 1.   | Unterhaching             | 73 | 36 | 22 | 7  | 7  | 75 | 34 | +41 |
|  | 2.   | Jahn Ratisbona           | 73 | 36 | 22 | 7  | 7  | 66 | 25 | +41 |
|  | 3.   | Augusta                  | 59 | 36 | 17 | 8  | 11 | 55 | 39 | +16 |
|  | 4.   | Bayern Monaco II         | 57 | 36 | 16 | 9  | 11 | 51 | 35 | +16 |
|  | 5.   | Hoffenheim               | 55 | 36 | 15 | 10 | 11 | 60 | 44 | +16 |
|  | 6.   | Saarbrücken              | 53 | 36 | 15 | 12 | 9  | 43 | 38 | +5  |
|  | 7.   | Wehen                    | 50 | 36 | 13 | 11 | 12 | 52 | 47 | +5  |
|  | 8.   | Kickers Offenbach        | 50 | 36 | 11 | 17 | 8  | 42 | 38 | +4  |
|  | 9.   | Rot-Weiß Erfurt          | 50 | 36 | 12 | 14 | 10 | 44 | 44 | 0   |
|  | 10.  | Aalen                    | 47 | 36 | 14 | 6  | 16 | 48 | 55 | -7  |
|  | 11.  | Pfullendorf              | 47 | 36 | 13 | 8  | 15 | 51 | 61 | -10 |
|  | 12.  | Schweinfurt 05           | 45 | 36 | 13 | 6  | 17 | 56 | 54 | +2  |
|  | 13.  | Kaiserslautern II        | 45 | 36 | 11 | 12 | 13 | 43 | 47 | -4  |
|  | 14.  | Elversberg               | 45 | 36 | 13 | 6  | 17 | 38 | 51 | -13 |
|  | 15.  | Kickers Stoccarda        | 45 | 36 | 11 | 12 | 13 | 40 | 54 | -14 |
|  | 16.  | Siegen                   | 43 | 36 | 11 | 10 | 15 | 47 | 55 | -8  |
|  | 17.  | Darmstadt                | 42 | 36 | 11 | 9  | 16 | 42 | 53 | -11 |
|  | 18.  | Eintracht Francoforte II | 32 | 36 | 7  | 11 | 18 | 36 | 64 | -28 |
|  | 19.  | Borussia Neunkirchen     | 18 | 36 | 3  | 9  | 24 | 23 | 74 | -51 |

Legenda:
      Promosso in 2. Bundesliga 2003-2004.
      Retrocessi in Oberliga 2003-2004.
Regolamento:
Tre punti a vittoria, uno a pareggio, zero a sconfitta.
In caso di arrivo di due o più squadre a pari punti, la graduatoria finale verrà stilata secondo la classifica avulsa tra le squadre interessate che prevede, in ordine, i seguenti criteri:
- Punti negli scontri diretti
- Differenza reti negli scontri diretti
- Differenza reti generale
- Reti realizzate in generale
- Sorteggio

### Tabellone
Ogni riga indica i risultati casalinghi della squadra segnata a inizio della riga, contro le squadre segnate colonna per colonna (che invece avranno giocato l'incontro in trasferta). Al contrario, leggendo la colonna di una squadra si avranno i risultati ottenuti dalla stessa in trasferta, contro le squadre segnate in ogni riga, che invece avranno giocato l'incontro in casa.
|                          | Aal  | Aug  | Bay  | Bor  | Dar  | Ein  | Elv  | Hof  | Jah  | Kai  | Kic  | Pfu  | Rot  | Saa  | Sch  | Sie  | Stu  | Unt  | Weh  |
| ------------------------ | ---- | ---- | ---- | ---- | ---- | ---- | ---- | ---- | ---- | ---- | ---- | ---- | ---- | ---- | ---- | ---- | ---- | ---- | ---- |
| Aalen                    | –––– | 3-2  | 0-2  | 1-0  | 4-0  | 2-0  | 0-0  | 4-2  | 1-3  | 2-3  | 1-1  | 2-3  | 1-1  | 2-0  | 2-1  | 2-0  | 1-2  | 3-1  | 3-0  |
| Augusta                  | 3-0  | –––– | 1-1  | 4-0  | 2-0  | 2-1  | 2-0  | 3-2  | 1-1  | 3-0  | 0-2  | 4-0  | 0-0  | 3-0  | 1-1  | 2-1  | 2-1  | 1-0  | 1-3  |
| Bayern Monaco II         | 2-0  | 2-0  | –––– | 2-0  | 0-1  | 4-0  | 0-2  | 1-1  | 1-0  | 0-0  | 1-1  | 2-0  | 1-1  | 0-1  | 3-2  | 2-0  | 5-0  | 0-2  | 1-1  |
| Borussia Neunkirchen     | 0-1  | 0-1  | 2-3  | –––– | 0-1  | 1-1  | 4-1  | 0-3  | 0-0  | 1-2  | 0-2  | 1-1  | 2-2  | 0-0  | 0-4  | 0-0  | 0-1  | 0-2  | 1-0  |
| Darmstadt                | 0-0  | 0-2  | 1-0  | 1-0  | –––– | 2-2  | 3-0  | 0-1  | 1-3  | 2-2  | 1-1  | 3-1  | 0-0  | 0-2  | 2-3  | 4-2  | 1-1  | 0-1  | 3-0  |
| Eintracht Francoforte II | 0-0  | 0-3  | 0-0  | 4-3  | 2-4  | –––– | 4-3  | 3-1  | 1-1  | 0-1  | 0-2  | 1-1  | 0-1  | 0-1  | 2-1  | 0-0  | 0-1  | 2-1  | 1-1  |
| Elversberg               | 0-4  | 1-1  | 0-2  | 2-0  | 1-0  | 4-1  | –––– | 0-0  | 0-1  | 0-2  | 3-2  | 1-0  | 2-1  | 0-1  | 1-2  | 4-2  | 2-2  | 1-0  | 1-1  |
| Hoffenheim               | 0-1  | 1-1  | 0-0  | 1-1  | 1-2  | 7-1  | 4-2  | –––– | 1-3  | 2-1  | 1-1  | 4-2  | 1-0  | 2-2  | 1-0  | 3-0  | 2-0  | 1-0  | 2-0  |
| Jahn Regensburg          | 2-0  | 1-0  | 2-1  | 6-1  | 5-0  | 2-0  | 2-0  | 4-0  | –––– | 4-1  | 1-1  | 3-0  | 3-0  | 0-0  | 2-1  | 3-1  | 1-2  | 2-0  | 2-0  |
| Kaiserslautern II        | 4-2  | 0-1  | 1-2  | 3-0  | 1-1  | 1-1  | 0-1  | 0-5  | 0-1  | –––– | 0-0  | 1-1  | 2-0  | 1-0  | 2-0  | 2-0  | 1-1  | 1-1  | 1-1  |
| Kickers Offenbach        | 1-1  | 2-0  | 1-0  | 1-0  | 1-1  | 0-0  | 0-0  | 1-0  | 1-1  | 1-1  | –––– | 2-4  | 1-1  | 2-3  | 0-2  | 2-0  | 0-0  | 2-3  | 0-0  |
| Pfullendorf              | 3-0  | 2-0  | 0-4  | 4-0  | 2-1  | 2-3  | 0-1  | 3-2  | 2-1  | 0-0  | 2-3  | –––– | 0-0  | 2-2  | 1-0  | 1-1  | 2-1  | 0-3  | 2-1  |
| Rot Weiss Erfurt         | 5-0  | 2-2  | 0-0  | 0-2  | 2-1  | 1-1  | 2-0  | 2-1  | 1-0  | 2-1  | 1-2  | 0-0  | –––– | 0-0  | 2-1  | 3-1  | 3-2  | 1-3  | 3-2  |
| Saarbrücken              | 1-0  | 1-2  | 3-1  | 1-1  | 1-0  | 2-0  | 0-2  | 1-1  | 1-2  | 1-0  | 3-1  | 1-5  | 1-3  | –––– | 1-1  | 0-0  | 3-0  | 1-1  | 2-1  |
| Schweinfurt              | 3-1  | 1-0  | 0-2  | 5-0  | 1-3  | 1-0  | 1-2  | 0-2  | 0-2  | 1-1  | 1-2  | 4-0  | 3-1  | 1-3  | –––– | 3-3  | 1-0  | 2-2  | 3-2  |
| Siegen                   | 1-0  | 4-2  | 1-3  | 4-1  | 2-1  | 3-1  | 2-1  | 0-1  | 3-1  | 4-1  | 0-0  | 2-0  | 1-1  | 0-2  | 2-0  | –––– | 1-1  | 1-3  | 1-1  |
| Stuttgarter Kickers      | 1-2  | 1-1  | 4-2  | 0-0  | 2-1  | 0-3  | 1-0  | 1-1  | 0-0  | 0-4  | 3-1  | 1-3  | 4-2  | 1-1  | 2-1  | 1-0  | –––– | 1-3  | 1-1  |
| Unterhaching             | 4-1  | 1-0  | 5-1  | 5-0  | 4-0  | 3-1  | 3-0  | 2-2  | 2-1  | 3-1  | 2-1  | 3-0  | 3-0  | 1-1  | 1-1  | 2-2  | 3-1  | –––– | 2-1  |
| Wehen                    | 4-1  | 4-2  | 2-0  | 5-2  | 1-1  | 2-0  | 1-0  | 2-1  | 1-0  | 3-1  | 1-1  | 3-2  | 0-0  | 2-0  | 3-4  | 1-2  | 0-0  | 1-0  | –––– |

### Classifica marcatori
| Gol | Rigori |  | Giocatore        | Squadra      |
| --- | ------ |  | ---------------- | ------------ |
| 24  | 4      |  | Francisco Copado | Unterhaching |
| 22  | 0      |  | Mark Römer       | Pfullendorf  |
| 20  | 3      |  | Veselin Popović  | Schweinfurt  |
| 19  | 2      |  | Thomas Ollhoff   | Hoffenheim   |
| 15  | 3      |  | Jörg Reeb        | Augusta      |